# منجم معيض
منجم معيض هو منجم للنحاس والذهب والزنك ومعادن أخرى. يقع في منطقة نجران بالمملكة العربية السعودية.